# Ella T. Grasso
Ella Tambussi Grasso, född 10 maj 1919, död 5 februari 1981, var en amerikansk politiker (demokrat). Hon var guvernör i Connecticut mellan 1975 och 1980. 

## Tidigt liv
Grasso föddes som Ella Giovanna Oliva Tambussi i Windsor Locks, Connecticut. Hennes föräldrar var invandrade från Italien. Hon gick på St. Mary's School i Windsor Locks, därefter på Chaffee School i Windsor. Hon studerade sedan vid Mount Holyoke College i South Hadley i Massachusetts, där hon fick en kandidatexamen 1940 och en magisterexamen 1942. Efter examen arbetade hon som biträdande chef vid War Manpower Commission of Connecticut.
Grasso hade ett sommarhus på Duck River Lane i Old Lyme, Connecticut. Hon gifte sig med Thomas Grasso 1942 och de hade barnen Susanne och James tillsammans. 

## Politisk karriär
År 1952 valdes Grasso till Connecticuts representanthus och tjänstgjorde till 1957. Hon var den första kvinnan som valdes till gruppledare i representanthuset 1955. Hon valdes till Secretary of the State of Connecticut 1958 och blev omvald 1962 och 1966. Hon var den första kvinnan som var ordförande för Demokraternas kommitté i delstaten för att ta fram en politisk plattform, det var hon från 1956 till 1968. Hon var också ledamot av den kommitté som skrev den politiska plattformen för 1960 års Demokratiska nationella konvent. Hon valdes till USA:s representanthus 1970 och blev omvald 1972.

## Guvernör
Grasso kandiderade inte till omval till kongressen 1974, utan kandiderade i stället till guvernör i Connecticut. Hon vann och tillträdde som guvernör efter Thomas J. Meskill den 8 januari 1975. Hon blev omvald till en andra mandatperiod 1978.
Den 31 december 1980 avgick Grasso från ämbetet som guvernör på grund av äggstockscancer och avled av sjukdomen flera veckor senare, den 5 februari 1981, vid 61 års ålder. Hon efterträddes av sin viceguvernör William A. O'Neill. Senare samma år gav president Ronald Reagan henne postumt Frihetsmedaljen. Hon valdes in i National Women's Hall of Fame 1993.
Trots att Grasso ofta ses som den första kvinnliga guvernören av en delstat i USA, var hon inte det, men hon var den första som valdes till guvernör på egna meriter, utan att vara hustru eller änka till en tidigare guvernör. Hon var också den första kvinnliga guvernören av Connecticut.